# Reichskomisariatul Moscovei
Reichskomisariatul Moscovei (în germană: Reichskommissariat Moskowien) sau Reichskomisariatul Rusiei (în germană: Reichskommissariat Russland) a fost un regim de administrare planificat de Germania Nazistă pentru Rusia centrală și de nord. Naziștii doreau să dărâme Moscova și să facă un lac artificial în locul ei.
Este crezut faptul că Republica Lokot a fost un test în numele ideii de a întemeia un guvern colaboraționist rus în Reichskomisariatul Moscovei.

## Legături externe
- en Decretul Führerul din 17 iulie 1941 de stabilire a Reichskommissariatelor în Uniunea Sovietică